# STS-59
STS-59 foi uma missão do programa do ônibus espacial, realizada em órbita pela tripulação da nave Endeavour entre 9 e 20 de abril de 1994. Seu lançamento foi coberto pelo documentário especial do Discovery Channel sobre o Programa de Ônibus Espacial.

## Tripulação
| Posição                  | Astronauta       |
| ------------------------ | ---------------- |
| Comandante               | Sidney Gutierrez |
| Piloto                   | Kevin Chilton    |
| Especialista de missão 1 | Jay Apt          |
| Especialista de missão 2 | Michael Clifford |
| Especialista de missão 3 | Thomas Jones     |
| Especialista de carga    | Linda Godwin     |

## Principais fatos
A tripulação colocou em funcionamento um radar para estudo do ecossistema terrestre. Foram recolhidos dados sobre a quantidade e distribuição de monóxido de carbono nos níveis mais altos da atmosfera terrestre. Foram feitas por radar diversas observações oceanográficas, geológicas, hidrológicas e estudo e observação de atividades de placas tectônicas ao redor do planeta.
No quinto dia de viagem, a tripulação da Endeavour trocou saudações através de equipamento de rádio amador com a tripulação da estação Mir, quando as duas de cruzaram no espaço a uma distância de 2.200 km, sobre a Austrália.
Os dados gravados pela missão STS-59 equivalem ao volume escrito de 20.000 enciclopédias e o radar de bordo obteve imagens de aproximadamente 25% de toda área terrestre do planeta. Devido ao mau tempo sobre a área de pouso, a aterrissagem foi adiada por um dia.